# Białe Wzgórza
Białe Wzgórza (ang. White Highlands) – kraina geograficzna w środkowej Kenii. Z powodu żyznych gleb w czasach kolonializmu brytyjskiego osiedlało się tam wielu białych imigrantów (stąd nazwa). Pierwotnie tereny te zamieszkiwane były przez plemiona Kalenjin, Masajów i Kikuju. W latach 50. XX wieku Kikuju wraz ze sprzymierzonymi plemionami Embu i Meru rozpoczęli powstanie Mau Mau w celu odzyskania tych terenów.